# KOA (企業)
KOA株式会社（コーア、英: KOA CORPORATION）は、長野県上伊那郡箕輪町に本社を置く抵抗器を中心に扱っている電子部品メーカーである。長野県に本店登記を置く東京証券取引所プライム市場に上場している企業である。地球環境への調和を企業理念としており、自社のステークホルダーに地球を加えている。

## 会社概要
KOAは抵抗器の分野において世界トップクラスのシェアを有している。

## 沿革
- 1940年3月 - 向山一人（元国会議員）が東京市荏原区（現品川区）小山に興亜工業社として創業
- 1941年12月 - 長野県伊那町（現伊那市）に工場設立
- 1950年12月 - 興亜電工株式会社に社名変更
- 1961年12月 - 東京証券取引所2部上場
- 1962年10月 - 名古屋証券取引所2部上場
- 1984年9月 - 東京証券取引所、名古屋証券取引所各1部指定替え
- 1986年4月 - コーア株式会社に社名変更
- 2015年6月 - 現在のKOA株式会社に社名変更

沿革詳細はこちら

## 事業内容
- 各種抵抗器
- 温度センサNTC/PTCサーミスタ
- インダクタ
- ヒューズ
- バリスタ・サージアブソーバ
- 回路基板（LTCC）

## グループ会社

### 国内グループ会社
- 興亜エレクトロニクス株式会社
- 鹿島興亜電工株式会社
- 興亜販売株式会社
- 真田KOA株式会社
- 興亜化成株式会社
- 株式会社やまとわ

### 海外グループ会社
- KOA SPEER HOLDING CORPORATION
- KOA DENKO (MALASIA) SDN. BHD
- KOA DENKO (S) PTE. LTD.
- KOA ELECTRONICS (H.K.) LTD.
- KOA Europe GmbH
- VIA electronic GmbH
- KOA DENKO (S) PTE. LTD. THAILAND REPRESENTATIVE OFFICE
- SHANGHAI KOA ELECTRONICS CO., LTD.
- SHANGHAI KOA ELECTRONICS TRADING CO., LTD.
- SHANGHAI KOA ELECTRONICS TRADING CO., LTD. TIANJIN BRANCH
- KOA ELECTRONICS(TAICANG)CO., LTD.
- WUXI KOA ELECTROCERAMICS CO., LTD.
- KOA ELECTRONICS (H.K.) LTD.
- DAH HSING ELECTRIC CO., LTD.
- KOA KAOHSIUNG CORPORATION